# Castello di Bechyně
Il castello di Bechyně (in ceco Bechyně zámek) si trova nella città omonima del Distretto di Tábor, Boemia Meridionale nella Repubblica Ceca. La sua storia inizia nel medioevo.

## Storia

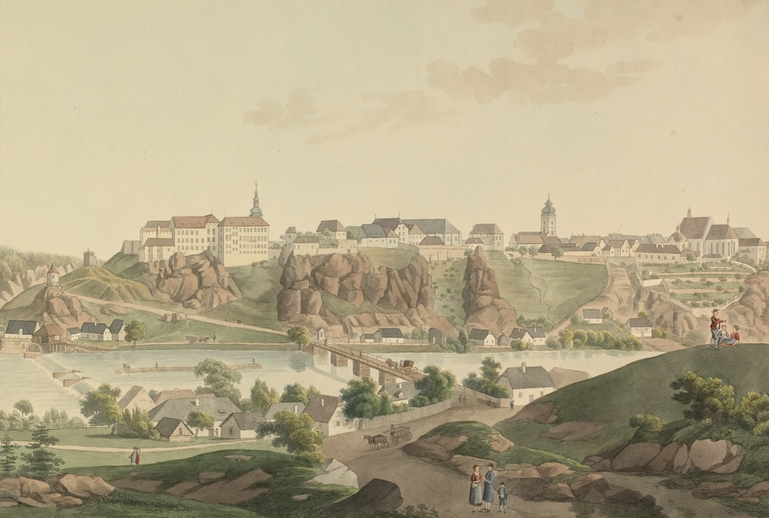
Il castello di Bechyně in un'acquaforte del 1798

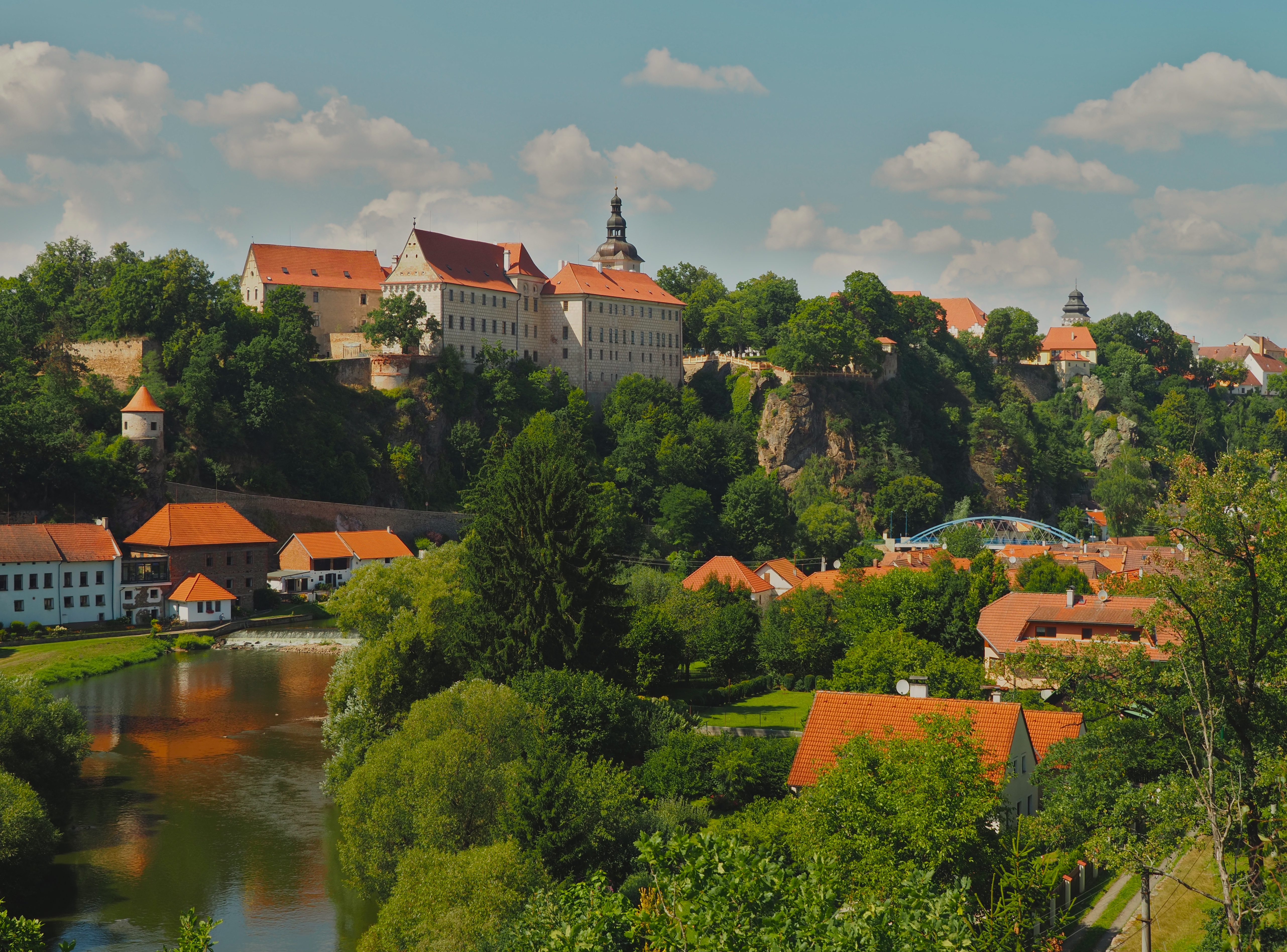
Visione d'insieme della struttura del castello di Bechyně sul fiume Lužnice

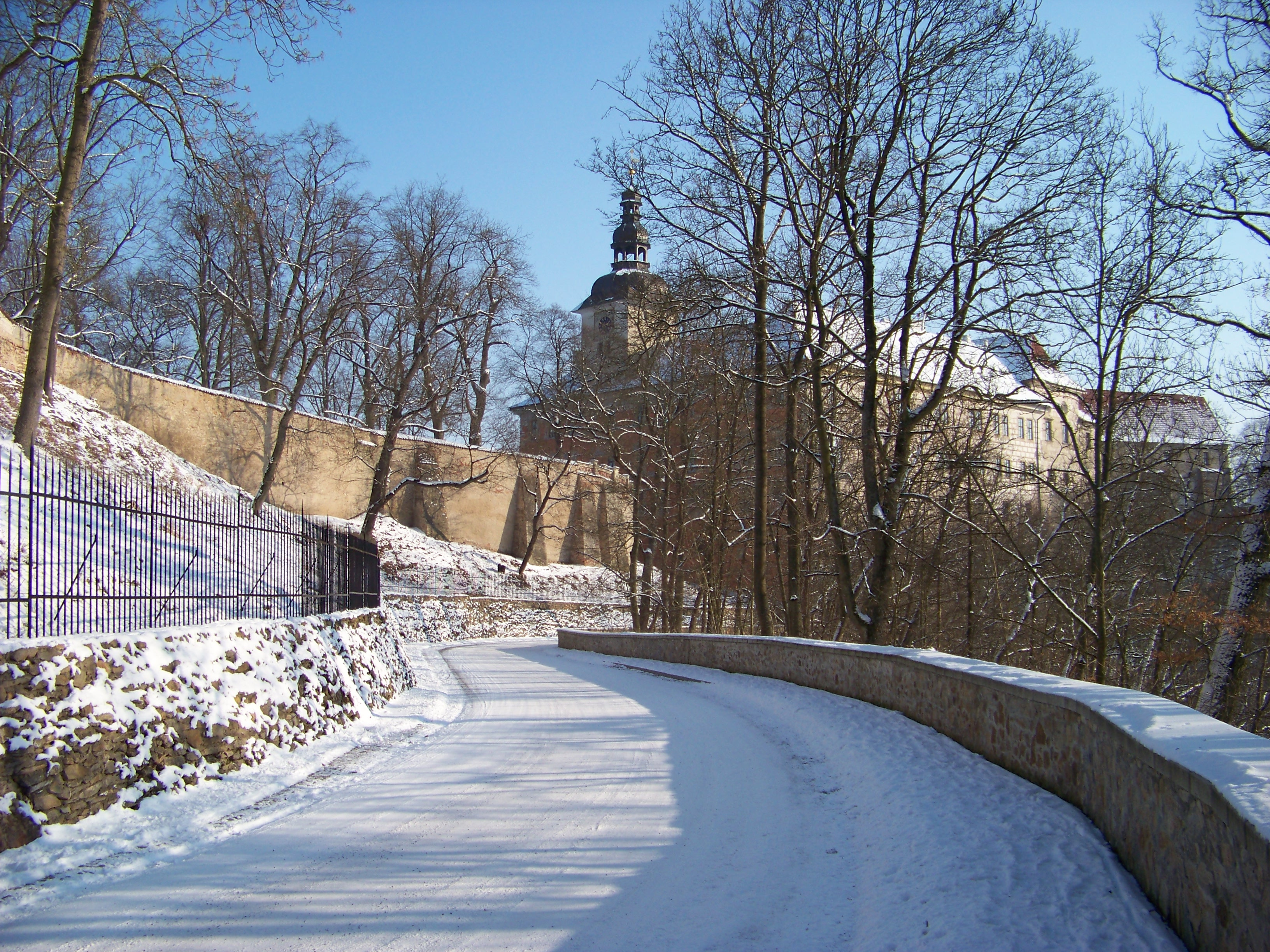
Strada di accesso

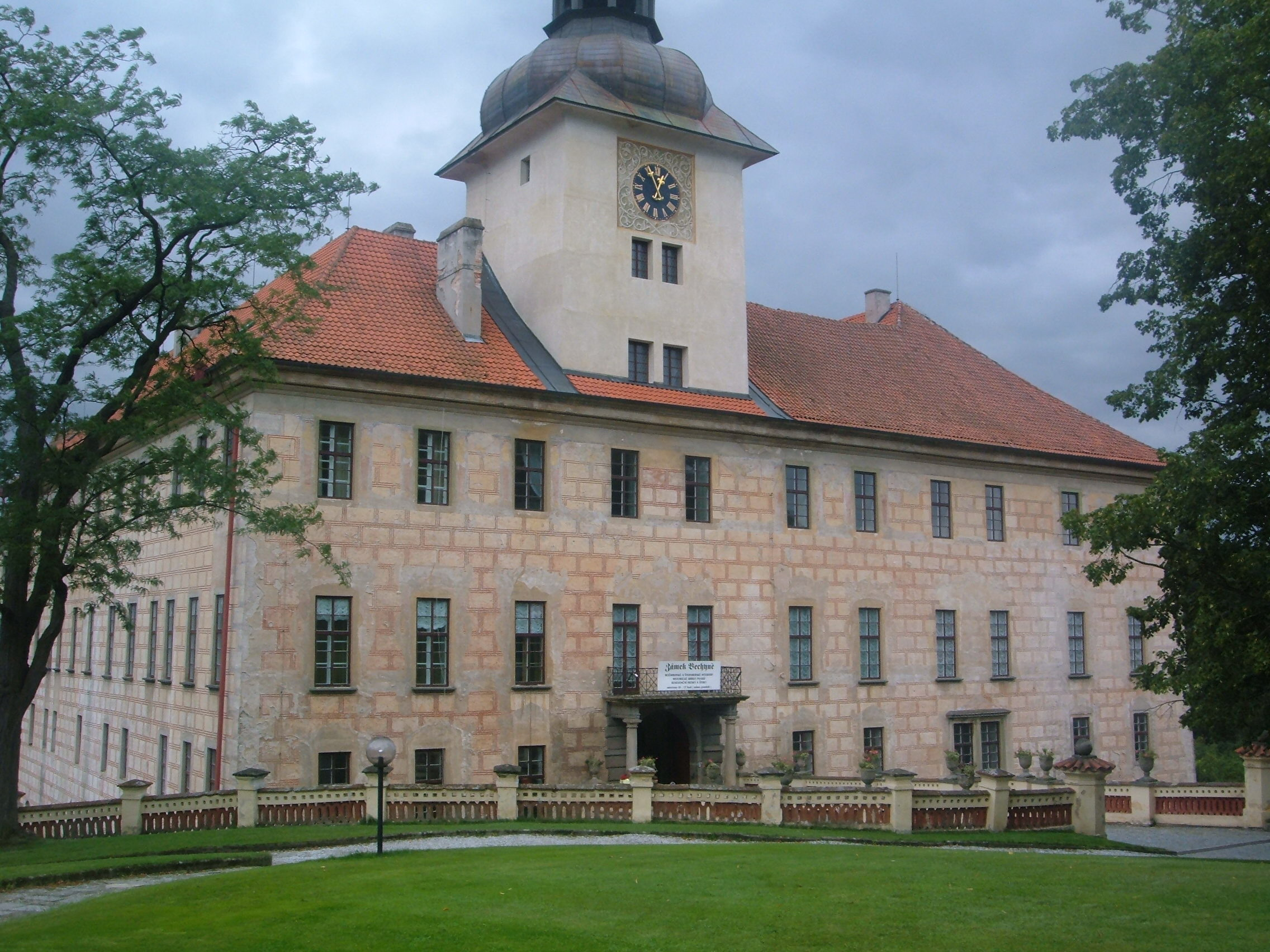
Facciata principale del castello

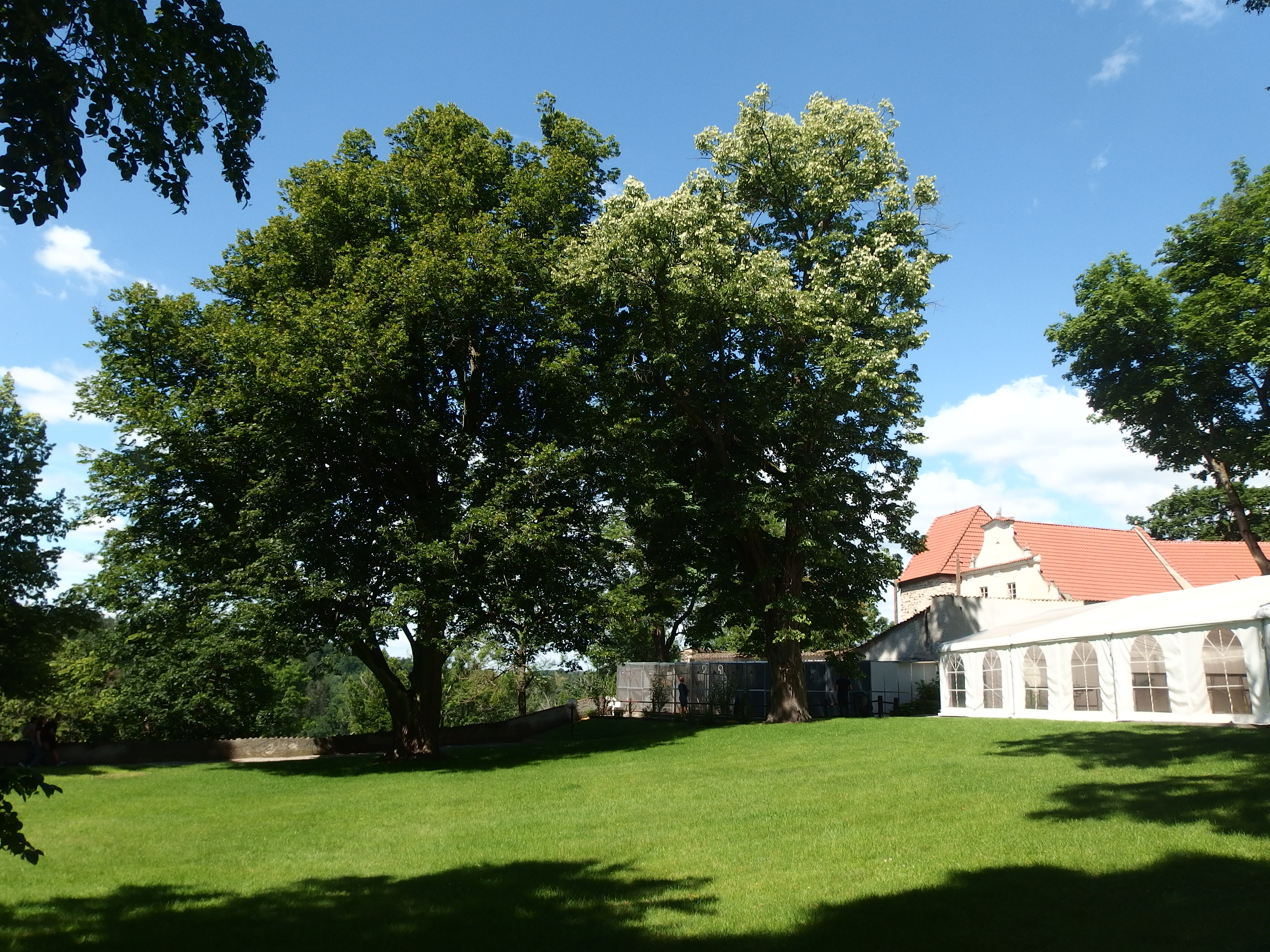
Parte del parco

Il castello medievale con il suo piazzale fu edificato in epoca medievale ai tempi di Ottocaro II di Boemia. A partire dagli anni settanta del XIII secolo vi furono frequenti passaggi di proprietà. Nel 1340 passò ai signori di Sternberg ai quali subentrò poi il margravio Jost. Della residenza più antica, ricostruita principalmente nel 1477 e poi negli anni dal 1510 al 1527, rimangono parti di due edifici longitudinali, collegati con un'ala trasversale, che in periodo rinascimentale furono attaccati al castello di Petr Vok von Rosenberg. Il castello fu poi ampiamente modificato in epoca rinascimentale, e negli anni dal 1578 al 1584 furono aggiunte tre ali secondo il progetto dell'architetto italiano Baldassare Maggi.  Dopo il 1600 i cassettoni del soffitto rinascimentale dell'armeria furono decorati dal pittore di corte di Rožmberk Bartoloměj Beránek con pregevoli scene paesaggistiche. Nel 1596 Petr Vok Bechyni lo vendette agli Šternberk, che lo mantennero fino al 1761, quando passò per eredità alla famiglia Paar. I discendenti di Jan Václav Paar mantennero Bechyni fino al 1948. Sotto i Paars nel 1776 fu costruito un maneggio e nel primo quarto del XIX secolo il piazzale antistante fu trasformato in un parco paesaggistico. La parte meridionale del castello gotico con la cappella gentilizia fu demolita nel 1792. Dal 1994 il castello, le proprietà e i terreni adiacenti sono stati continuamente riparati. Gli ultimi interventi hanno compreso la revisione completa dell'intero castello, il restauro di mobili e dipinti, la ricostruzione della sala dei matrimoni e la ricostruzione del complesso equestre. Sono stati inoltre rivisti la fontana, la torre di guardia, la casa forestale, gli affreschi storici sul cortile e sulla facciata nord e l'intero tetto con le sue capriate.

## Descrizione
Il complesso del castello è situato in posizione dominante su un promontorio roccioso tra i fiumi Lužnice e Smutná, si trova nella città di Bechyně, Boemia Meridionale nella Repubblica Ceca. Il complesso del castello è un notevole esempio di residenza nobiliare rinascimentale nella Repubblica Ceca e insieme al parco del convento francescano a est del castello crea un panorama caratteristico del confine meridionale della città di Bechyně. Il castello vero e proprio era separato dal piazzale da un alto fossato scavato nella roccia. Adiacente all'edificio del maneggio, sul lato nord, si trova un'area rettangolare del giardino, delimitata da un muro di recinzione con ingresso dall'edificio posto presso il cancello d'ingresso. Sul lato orientale si conserva un magazzino tardo-gotico con gli ambienti originari, soffitti con travi in legno e una capriata di epoca romana. Di fronte si trova l'edificio dell'ex birrificio.

### Monumento culturale della Repubblica Ceca
La tutela dei monumenti della Repubblica Ceca considera il castello di Bechyně un monumento culturale tutelato col numero di catalogo 1000131852.